# ヴォルフガング・シュッセル
ヴォルフガング・シュッセル（Wolfgang Schüssel、1945年6月7日 - ）は、オーストリアの政治家。オーストリア国民党党首（1995年 - 2007年）、並びに同国の連邦首相（2000年 - 2007年）。

## 経歴
ウィーン大学で法学を学ぶ。
1999年の国民議会総選挙後、第2党に躍進した自由党と連立を組んで、それまで長く続いてきた社会民主党・国民党の大連立政権を解消、右派政権を誕生させた。極右とみられていた自由党を政権に参加させたことから、社会民主主義政党の政権が多かった他の欧州各国の猛反発を受け、制裁を科される事態に陥った。2002年の総選挙では、自由党に投票していた有権者の票を奪って大勝。引き続き自由党との連立政権を維持した。
しかし、2006年の総選挙で社民党に第一党の座を奪還され、責任を取る形で首相・国民党党首を辞任。社民党政権のジュニア政党として政権に留まり、オーストリア政府は社民党・国民党という従来の大連立政権に戻った。
| 先代 ヴィクトル・クリーマ | オーストリア共和国連邦首相 2000年 - 2007年 | 次代 アルフレート・グーゼンバウアー |
| 先代 エアハルト・ブゼック | オーストリア国民党党首 1995年 - 2007年     | 次代 ヴィルヘルム・モルテラー       |